# Sagrat Cor dels Germans de la Salle (Manlleu)
El Sagrat Cor dels Germans de la Salle és una obra del municipi de Manlleu (Osona) inclosa en l'Inventari del Patrimoni Arquitectònic de Catalunya, que actualment és una escola concertada de secundària, batxillerat i cicles formatius.

## Descripció
L'edifici està situat vora el canal, al costat de les indústries; té una doble funció, doncs és escola i convent alhora. Les dependències conventuals s'interelacionen amb els espais i la infraestructura del col·legi. Al llarga de les façanes exteriors s'observa una combinació entre les finestres d'arc de mig punt i les de forma quadrada, que es van obrint de manera simètrica i totalment ordenada, excepte en els dos trams de finestres de mig punt enllaçades per columnetes de capitells corintis.
L'església és d'una sola nau, amb la portalada en arc de mig punt: la part superior és treballada amb un timpà sostingut per dues columnes, la base de les quals és esculpida amb el bust de la Verge, a manera de mènsula. A la part superior de la façana destaca una trífora amb columnetes de capitells corintis entre les obertures, que conté un vitrall de temàtica religiosa (Crist entre dos àngels).

## Història
L'any 1880 es fundà, en una vella fàbrica tancada, el Colegio del Sagrado Corazón de Jesús. Fou promogut pels sectors més conservadors de la població, entre ells els dirigents de la Joventut Catòlica i l'impuls de fabricants i comerciants de Manlleu. El primer director del centre fou Enric Delaris, nom que després s'ha donat al carrer on s'ubica aquest col·legi. Actualment és una escola concertada que imparteix els cursos d'educació secundària, batxillerat i mòduls professionals. A la façana, en un rosetó en forma d'estrella hi figura la data de 1905.